# António Pepe Martins Duque
António Pepe Martins Duque, mais conhecido como Pepe (Azaruja, São Bento do Mato, 22 de julho de 1928 - 14 de janeiro de 2020), foi um futebolista português, que jogou como atacante e extremo direito. Jogou na Primeira Divisão portuguesa pelo Lusitano de Évora entre 1952 e 1954. Foi um dos mais rápidos extremos da primeira divisão portuguesa na sua era, motivo pelo qual era jocosamente referido como "Pepe Rápido", por referência à popular personagem de animação.

## Biografia
Nascido na aldeia da Azaruja, freguesia de São Bento do Mato, no concelho e distrito de Évora, no seio de uma família de proprietários agrícolas ligados ao ramo da cortiça, começou a dar pontapés em bolas de trapo antes de passar para as de borracha e mais tarde de couro. Inclusivamente, Pepe afirma ter inclusivamente começado a dar os primeiro chutos com bolas de cortiça, material que certamente povoou a sua infância constantemente "A coisa ficava-nos mais barata, embora os pés sofressem mais". Aos doze anos começou a integrar uma equipa de crianças na Azaruja, passando mais tarde a fazer parte da primeira categoria do conjunto local, o Azarujense.
A família decidiu então por volta dos 15 anos enviá-lo para o Colégio Ulissiponense para completar os estudos e em cuja equipa de futebol entra, alinhando como extremo esquerdo e avançado centro. Nesses tempo haveria de ser finalistas de torneios entre colégios, uma vez contra o Colégio Militar e outra contra a Casa Pia de Lisboa. 
Aos dezoito anos regressa à Azaruja e volta a alinhar pelo clube local, agora já homem feito, sobretudo em encontros amigáveis. Foi num desses encontros que terá chamado pela primeira vez a atenção do Lusitano de Évora, sobretudo porque a equipa eborense saiu batida 3-1 pela pequena equipa de Pepe. Detalhe, Pepe apontou os três golos do conjunto local.   

## Estrela de Vendas Novas
Aos 20 anos foi fazer o serviço militar para Vendas Novas tendo o clube local, que se tinha acabado de sagrar campeão regional de Évora pela primeira vez, apresentado um convite para alinhar pela sua primeira equipa. Na II Divisão Nacional fez em excelente campanha destacando-se com 26 jogos e 8 golos que levaram o Estrela ao 4.º lugar na classificação. Nessa temporada o Estrela de Vendas Novas goleou um Lusitano em renovação por impensáveis 6-0 tendo Pepe realizado uma exibição de luxo e apontando dois golos. Foi o suficiente para o clube de Évora que se encontrava a caminho da revolução que o levaria à primeira divisão a contratar o jovem azarujense.   

## Lusitano de Évora
Pepe foi uma das maiores figuras das duas temporadas em que o Lusitano de Évora comandado por Anselmo Pisa disputou até ao fim a Fase Final da II Divisão nacional e que culminaria com a promoção ao escalão máximo do futebol português em 1952. Uma famosa fotografia da multidão em festa no centro de Évora pela promoção do Lusitano mostra Pepe a ser carregado em ombros pelos adeptos. Pepe, titular absoluto foi ainda figura de proa na frente de ataque na primeira divisão onde teve a companhia de avançados destacados como Patalino, José Pedro Biléu, Vincente Di Paola, Augusto Batalha ou Teixeira da Silva.   
Destacou-se, ainda, por ter marcado um golo ao FC Porto na vitória por 3-0 em 1952/53. No entanto, em 1953 num jogo contra o  Atlético, Valente Marques teve um choque violentíssimo com Pepe que sofreu «uma brecha de 9 centímetros com início na região frontal e termo na região parietal e fratura do nariz, com perda de conhecimento». De acordo ainda com a imprensa da época, foi para o Hospital de Évora onde lhe foi descoberta uma punção lombar. Ficou de fora bastante tempo mas claramente já não era o mesmo jogador devido ao trauma do lance. Este acontecimento fê-lo ponderar seriamente terminar a sua carreira, o que viria efetivamente a acontecer após 94 jogos oficiais e 32 golos pela turma eborense.  
Retirou-se muito jovem aos 26 anos. O adeus precoce do extremo ao futebol foi também justificado pela intenção de ajudar o pai na indústria da cortiça. Nunca deixou de ajudar o seu pai na sua atividade profissional, mesmo quando chegou ao futebol de mais alto nível. Conta que inclusivamente recusou bastantes propostas vantajosas para se mudar para outros clubes, mas na verdade a sua vida não se ligava exclusivamente ao futebol.

## Seleção Nacional
Chegou a ser chamado a representar a Seleção Nacional num particular frente à Argentina.

## Últimos anos e morte
Pepe não era uma alcunha como muitas pessoas poderiam pensar mas um nome oficial. Dizia que "Lá porque nos meios futebolísticos resolveram tratar-me por Pepe e não por Duque ou Martins ou António não sei explicar realmente o motivo. Talvez porque, anteriormente, houve um homem que deixou nome no desporto português." Esta era uma clara referência ao malogrado internacional português, José Manuel Soares o "Pepe", por quem tinha grande admiração como marcador de golos e que tinha como modelo a seguir. 
Pepe viveu uma longa vida tendo sido o penúltimo dos grande heróis do Lusitano de Évora na Primeira Divisão a falecer (Carlos Falé seria o último em 2022). 
Poucos dias ante de falecer deu uma entrevista ao canal do clube em que lembrava a vitoriosa gesta da primeira subida do Lusitano de Évora à primeira divisão e os festejos que se deram em Évora em 1952.